# Anaheterotis pobeguinii
Espèce
Anaheterotis pobeguinii (syn. Dissotis pobeguinii) est une espèce de plantes à fleurs de la famille des Melastomataceae et du genre Anaheterotis, présente en Afrique tropicale.
Son épithète spécifique pobeguinii rend hommage à l'explorateur français Charles-Henri Pobéguin.